# サン＝ジョン・ペルス
サン＝ジョン・ペルス（Saint-John Perse, 1887年5月31日 - 1975年9月20日）は、フランスの詩人、外交官。本名マリー＝ルネ・オギュスト・アレクシ・レジェ（Marie-René Auguste Alexis Leger）、略称はアレクシ・レジェ（Alexis Leger）1960年にノーベル文学賞を受賞した。

## 人物
サン＝ジョン・ペルスはフランス海外県のグアドループのポワンタピートル(Pointe-à-Pitre)で生まれた。父親は弁護士でグアドループに住んでいた。ペルス一家は、自らが所有する2つのプランテーション（1つはコーヒー、もう1つはサトウキビ）の管理栽培していた。
1897年、グアドループの議会初の現地出身の議長であるエジェジップ・レジティミュス（Hégésippe Légitimus）は、入植者に対する報復的政策を打ち出し経営が成り立たず。ペルスの家族はフランスに引き揚げ、ポーに住むこととなった。ペルスはフランス本国には疎外感を抱き、ハイキング、フェンシング、乗馬、セーリングなどのスポーツにのめり込むようになっていった。
1904年、バカロレアを得て、ボルドー大学で法学を学び始めた。また文化クラブに顔を出すようになり、そこでフランシス・ジャム、ポール・クローデル、オディロン・ルドンらと出会った。処女作であるロビンソン・クルーソーの翻訳を出版し、次にピンダロスの翻訳を手がけた。1907年、父親が亡くなり、家庭の財政状況が厳しくなって大学を退学したが、学位は取得することができた。1910年に詩集『Eloges 賛』を出版した。
1911年、フランス外務省に入り、1年目はスペイン、ドイツ、イングランドで勤務。第一次世界大戦が始まると報道担当となった。1916年から1921年にかけ、北京のフランス大使館で勤務。1921年、ワシントンで行われた軍縮会議に出席した際に、首相だったアリスティード・ブリアンに見初められ秘書となった。パリではアンドレ・ジッドやポール・ヴァレリーの主催する文芸サークルや、イーゴリ・ストラヴィンスキー、ナディア・ブーランジェ、フランス6人組らがいた音楽サークルに参加した。同じ外交官・詩人ポール・クローデルとは師弟として深い交流関係が続いた。
1924年、サン＝ジョン・ペルスというペンネームを初めて用いて『Anabase 遠征』を出版した。1932年にブリアンが亡くなり、フランス外務省の要職に就いた。1933年から1940年にかけ政府の不安定な時期に外務省事務総長を務めた。1938年に行われたミュンヘン会談では首相エドゥアール・ダラディエの随員となり、チェコスロバキアのドイツへの領土の譲渡に反対したが失敗に終わった。ナチス・ドイツのフランス侵攻の最中の1940年5月18日にポール・レノー首相によって解任され、フランスを離れアメリカ合衆国に亡命した。
ヴィシー政権は、レジオンドヌール勲章を剥奪し市民権も奪った。パリの留守宅は占領してきたドイツ軍によって荒らされた。サン＝ジョン・ペルスはアメリカ議会図書館に勤務するまで、しばしば財務困難に陥った。『Exil 流謫』は、その時の作品である。後にハーバード大学でも教えるようになった。
戦後名誉回復されたが、アメリカ・メイン州など北米各地を転住しつつ留まった。1957年、プロヴァンスに別荘が提供され、フランスとアメリカを行き来しながら生活した。1958年に裕福なアメリカ人ドロシー・ラッセルと結婚した。スウェーデンの外交官で、第2代国際連合事務総長のダグ・ハマーショルド（訳書「道しるべ」、みすず書房）と深い交流があり、ノーベル文学賞に推薦したのも彼である。近年、英語版の往復書簡『The Poet and the Diplomat　詩学と外交』が出された。
1960年度ノーベル文学賞を受賞した。1965年、ダンテ生誕700年記念式典で講演した。1975年にプロヴァンスの別荘で亡くなった。

## 日本語文献
- 福田陸太郎訳 『遠征 Anabase』 昭森社、1957
- 『世界詩人全集20 フランス編』 成瀬駒男編訳、新潮社、1969
- 多田智満子訳 『サン＝ジョン・ペルス詩集』 思潮社、1967、新版1975
  - 『ノーベル賞文学全集 24　サン=ジョン・ペルス ほか』（主婦の友社、1972）に、受賞式典演説と詩集（多田訳・抜粋）を収録
- 有田忠郎訳 『風』2006、『風』2008 書肆山田
- 恒川邦夫訳・著 『サン＝ジョン・ペルスと中国　〈アジアからの手紙〉と『遠征』』法政大学出版局、2020

以下は作家・作品論（一部）
- 『サン＝ジョン・ペルス「遠征」研究』 松浦嘉一 1968 - 非売品
- 『詩と詩論 無限　第15号　サン＝ジョン・ペルス特集』 政治公論社 1964
- エミール・シオラン『オマージュの試み』 金井裕訳、法政大学出版局「叢書・ウニベルシタス」 1988、新装版2021 - 第4章：サン・ジョン・ペルス
- 『越境するクレオール　マリーズ・コンデ講演集』 三浦信孝編訳、岩波書店、2001 - サンジョン・ペルス讃